# Дубово (Одесская область)
Дубово (укр. Дубове) — село, относится к Подольскому району Одесской области Украины.
Население по переписи 2001 года составляло 387 человек. Почтовый индекс — 67933. Телефонный код — 4861. Занимает площадь 1,81 км². Код КОАТУУ — 5123181701.
В селе родился Герой Советского Союза Всеволод Канский.

## Местный совет
67933, Одесская обл., Окнянский р-н, с. Дубово